# Gmina Hum na Sutli
Gmina Hum na Sutli (chorw. Općina Hum na Sutli) – gmina w Chorwacji, w żupanii krapińsko-zagorskiej. W 2011 roku liczyła 5060 mieszkańców.